# Dinàmica social
La dinàmica social (o sociodinàmica) és l'estudi del comportament dels grups que resulta de les interaccions dels membres individuals del grup, així com l'estudi de la relació entre les interaccions individuals i els comportaments a nivell grupal.

## Visió general
El camp de la dinàmica social reuneix idees de l'economia, la sociologia, la psicologia social i altres disciplines, i és un subcamp de sistemes adaptatius complexos o ciència de la complexitat. El supòsit fonamental del camp és que els individus estan influenciats pel comportament dels altres. El camp està estretament relacionat amb la dinàmica de sistemes. Igual que la dinàmica de sistemes, la dinàmica social s'ocupa dels canvis al llarg del temps i posa èmfasi en el paper dels feedbacks. No obstant això, en la dinàmica social les eleccions i les interaccions individuals solen ser vistes com la font del comportament a nivell agregat, mentre que la dinàmica de sistemes planteja que l'estructura de retroalimentació i acumulació és responsable de la dinàmica del nivell del sistema.
La investigació en el camp sol adoptar un enfocament conductual, assumint que els individus són limitadament racionals i actuen sobre la informació local. El modelatge matemàtic i computacional són eines importants per estudiar la dinàmica social. Aquest camp va sorgir del treball realitzat a la dècada del 1940 per teòrics de jocs com Duncan & Luce, i fins i tot de treballs anteriors del matemàtic Armand Borel.
Com que la dinàmica social se centra en el comportament a nivell individual i reconeix la importància de l'heterogeneïtat entre individus, els resultats analítics estrictes sovint són impossibles. En canvi, s'utilitzen tècniques d'aproximació, com ara aproximacions de camp mitjà de la mecànica estadística, o simulacions per ordinador per entendre els comportaments del sistema. En contrast amb els enfocaments més tradicionals en economia, els estudiosos de la dinàmica social solen estar interessats en el comportament no-equilibrat o dinàmic, És a dir, un comportament que canvia amb el temps.